# Jacqueline McCormick
Pour les articles homonymes, voir McCormick.
Jacqueline McCormick dite Jackie McCormick est une curleuse canadienne.

## Biographie
Jacqueline McCormick remporte la médaille d'argent au Championnat du monde mixte de curling 2017 à Champéry avec Trevor Bonot, Kory Carr et Megan Carr.